# Ryszard Robakiewicz
Ryszard Stanisław Robakiewicz (ur. 5 czerwca 1962 w Mysiakowcu) – polski piłkarz, obecnie trener piłkarski. Brat Józefa i Zbigniewa, wujek Pawła Golańskiego.
W pierwszej lidze debiutował w barwach ŁKS, którego zawodnikiem był od 1982. W Łodzi grał do 1988, kiedy to odszedł do Legii. W Warszawie spędził jeden sezon i w następnym roku zdobył Puchar Polski. Od 1989 przez 5 lat występował w austriackim VfB Mödling. Obecnie jest trenerem UKS-u SMS Łódź oraz Reprezentacji Polski U-21.
W reprezentacji debiutował 14 października 1987 w meczu z Holandią, ostatni raz zagrał rok później. Łącznie w biało-czerwonych barwach rozegrał 3 spotkania.